# Friedrich Wilhelm Valentiner
Friedrich Wilhelm Valentiner (* 25. August 1807 in Kiel; † 9. Dezember 1889 in Leipzig) war ein deutscher evangelisch-lutherischer Geistlicher.

## Leben
Friedrich Peter Valentiner stammte aus einer alten schleswig-holsteinischen Akademikerfamilie. Er war ein Sohn des Kieler Mathematikers Friedrich Valentiner und dessen dritter Ehefrau Magdalena Maria Henrietta Haack. Aus den drei Ehen seines Vaters hatte er zehn Geschwister. Die Pastoren Friedrich Peter Valentiner, Christian August Valentiner und Diedrich Harries waren seine Cousins.
Er studierte ab Ostern 1826 Evangelische Theologie an der Christian-Albrechts-Universität zu Kiel und wurde Mitglied des Corps Holsatia. 1828 wurde er mit dem Richardschen Legat ausgezeichnet und hielt aus diesem Anlass eine lateinische Rede. 1831 bestand er das Theologische Examen beim holsteinischen Konsistorium in Glückstadt. Am 11. Juli 1841 wurde er zum Diaconus in Eckernförde berufen und 1845 wechselte er nach Gelting als Pastor von St. Katharinen. 
Im Verlauf der Schleswig-Holsteinischen Erhebung trat er mit seiner antidänischen Haltung hervor. 1849 unterzeichnete er eine Erklärung der Geistlichkeit des Herzogthums Schleswig, die vom Königreich Dänemark beabsichtigte engere Anbindung des Herzogtums Schleswig – und damit die Trennung vom Herzogtum Holstein – nicht mittragen zu können. Als die von den konservativ dominierte dänische Regierung am 24. März 1851 ein Sprachreskript erließ, wonach in den mittleren Gebieten Schleswigs wie in Angeln und der Geest, in denen sich damals ein Sprachwechsel von dänischen Dialekten zum Deutschen vollzog, die Schulsprache Dänisch und die Kirchensprache abwechselnd Deutsch und Dänisch werden sollte, setzte Valentiner sich – unterstützt vom Kirchenpatron Siegfried von Hobe-Gelting von Gut Gelting – zur Wehr. Am 11. Oktober 1851 wurde er zugleich mit zahlreichen anderen Pastoren im Herzogtum Schleswig, darunter seine beide Cousins, von der dänischen Regierung suspendiert. Da der Amtmann, der die Suspendierung ausgesprochen hatte, für das adlige Kirchspiel nicht zuständig war, weigerte sich der Patron, die Stelle als vakant zu melden und damit eine Neubesetzung in die Wege zu leiten. Valentiner und seine Familie lebten zunächst weiter im Pastorat und erhielten auch die Einkünfte der Pfarrstelle. Am 29. März 1854 wurde Valentiner ausgewiesen.
Bereits 1853 war er zum Diaconus der Leipziger Thomaskirche berufen worden. Diese Stelle trat er nach seiner Ausweisung aus dem Herzogtum Schleswig im Mai 1854 an. Später rückte er zum Archidiaconus (2. Pastor) auf. In Leipzig veröffentlichte er neben einer Predigtsammlung 1857 Das Dänische Kirchenregiment im Herzogthum Schleswig. Erfahrungen der evangelisch-lutherischen Kirche gewidmet, dem er vor allem seinen eigenen Briefwechseln bezüglich der Sprachreskripte zugrunde legte, und 1859 seine Erwiderung auf die Gegenschrift des Kopenhagener Professors Peter Hjort.

## Nachkommen
Valentiner war verheiratet mit Catherina Magdalena, geb. Fromm (1814–1901), der Tochter eines Gutspächters aus Holebüll. Aus dieser Ehe stammen drei Kinder:
- Elisabeth Henriette Valentiner (* 28. März 1843 in Eckernförde; † 4. Juni 1920 in Oybin) ⚭ Carl Christian Bruhns[8]
- Wilhelm Valentiner (1845–1931), Astronom und Vater des Physikers Siegfried Valentiner und des Kunsthistorikers Wilhelm Reinhold Valentiner
- Caroline Valentiner (* 1849 in Gelting) ⚭ Ernst Becker

## Nachwirkung
Im Kirchenkampf erinnerte der Geltinger Pastor Wolfgang Miether (1909–1945), der der Bekennenden Kirche angehörte, in einem Artikel der Kirchenzeitung Das evangelische Hamburg an Valentiner und stellte ihn als Vorbild des Widerstands gegen ein staatlich verordnetes Nationalkirchentum dar.

## Schriften
- Das Dänische Kirchenregiment im Herzogthum Schleswig. Erfahrungen der evangelisch-lutherischen Kirche gewidmet. Leipzig: Gustav Meyer 1857 (Digitalisat).
- Hr. Prof. Hjort in Kopenhagen (Herausgeber der Schrift: Wohlwollender Anstoss zur Beantwortung der dringlichen Frage: durch welches Mittel und auf welchem Wege Hesse sich eine hochverehrliche Deutsche Leserwelt dahin bewegen, ihre Dänischen, resp. Schleswigschen Studien von vorne wieder anzufangen) vor den Richterstuhl der Wahrheit und Redlichkeit gestellt. Kiel: 1859.
- Predigten. Erster Theil: Gruß aus dem Gotteshause den lieben Freunden in alter und neuer Heimat, 17 Predigten. Kiel: Schröder 1860.